# Gradient (matemàtiques)

En les dues imatges, els valors de la funció es representen en blanc i negre. El negre representa valors más alts i el seu gradient corresponent es representa amb fletxes blaves.

En càlcul vectorial, el gradient {\displaystyle \nabla f} d'un camp escalar {\displaystyle f} és un camp vectorial que indica en cada punt del camp escalar la direcció del màxim increment d'ell mateix. El gradient es representa mitjançant l'operador diferencial nabla {\displaystyle \nabla } seguit de la funció.

## Definició
Un gradient d'un camp escalar en un punt és el vector definit com l'únic que permet trobar la derivada direccional en qualsevol direcció com a
{\displaystyle {\frac {\partial \phi }{\partial n}}=({\rm {grad\phi )\cdot {\hat {n}}}}}
on {\displaystyle {\hat {n}}} és un vector unitari i {\displaystyle \partial \phi /\partial n} la derivada direccional de {\displaystyle \phi } en la direcció de {\displaystyle {\hat {n}}} (que informa sobre la raó de variació del camp escalar al desplaçar-nos segons aquesta direcció):
{\displaystyle {\frac {\partial \phi }{\partial n}}\equiv \lim _{\epsilon \to 0}{\frac {\phi ({\vec {r}}+\epsilon {\hat {n}})-\phi ({\vec {r}})}{\epsilon }}}
Una forma equivalent de definir el gradient és com l'únic vector que, multiplicat per qualsevol desplaçament infinitesimal, dona el diferencial del camp escalar
{\displaystyle d\phi =\phi \left({\vec {r}}+d{\vec {r}}\right)-\phi \left({\vec {r}}\right)=\nabla \phi \cdot d{\vec {r}}}
Amb la definició anterior, el gradient està caracteritzat de forma unívoca.
El gradient s'expressa alternativament mitjançant l'ús de l'operador nabla
{\displaystyle {\rm {grad}}\phi =\nabla \phi }

## Propietats
El gradient verifica que:
- És ortogonal a les superfícies definides per {\displaystyle \phi \,\!} = constant.
- Apunta en la direcció en què la derivada direccional és màxima.
- El seu mòdul és igual a la derivada direccional màxima.
- S'anul·la en els punts estacionaris màxims, mínims.
- El camp format pel gradient en cada punt és sempre irrotacional, és a dir, {\displaystyle \nabla \times (\nabla \phi )\equiv {\vec {0}}}

## Expressió en diferents sistemes de coordenades
A partir de la definició de gradient, es pot trobar l'expressió en diferents sistemes de coordenades.
Així, en coordenades cartesianes, és
{\displaystyle \nabla \phi ={\begin{pmatrix}{\frac {\partial \phi }{\partial x}},{\frac {\partial \phi }{\partial y}},{\frac {\partial \phi }{\partial z}}\end{pmatrix}}}
En un sistema de coordenades ortogonals, el gradient necessita els factors d'escala, mitjançant l'expressió
{\displaystyle \nabla \phi ={\frac {1}{h_{1}}}{\frac {\partial \phi }{\partial q_{1}}}{\hat {q}}_{1}+{\frac {1}{h_{2}}}{\frac {\partial \phi }{\partial q_{2}}}{\hat {q}}_{2}+{\frac {1}{h_{3}}}{\frac {\partial \phi }{\partial q_{3}}}{\hat {q}}_{3}}
Per coordenades cilíndriques ({\displaystyle h_{\rho }=h_{z}=1}, {\displaystyle h_{\varphi }=\rho }) resulta
{\displaystyle \nabla \phi ={\frac {\partial \phi }{\partial \rho }}{\hat {\rho }}+{\frac {1}{\rho }}{\frac {\partial \phi }{\partial \varphi }}{\hat {\varphi }}+{\frac {\partial \phi }{\partial z}}{\hat {z}}}
i finalment per coordenades esfèriques ({\displaystyle h_{r}=1}, {\displaystyle h_{\theta }=r}, {\displaystyle h_{\varphi }=r{\rm {sin}}\theta })
{\displaystyle \nabla \phi ={\frac {\partial \phi }{\partial r}}{\hat {r}}+{\frac {1}{r}}{\frac {\partial \phi }{\partial \theta }}{\hat {\theta }}+{\frac {1}{r\,{\rm {sin}}\,\theta }}{\frac {\partial \phi }{\partial \varphi }}{\hat {\varphi }}}

### Exemple
Donada la funció {\displaystyle \phi =2x+3y^{2}-\sin(z)}, el seu gradient associat és:
{\displaystyle \nabla \phi ={\begin{pmatrix}{\frac {\partial \phi }{\partial x}},{\frac {\partial \phi }{\partial y}},{\frac {\partial \phi }{\partial z}}\end{pmatrix}}={\begin{pmatrix}{2},{6y},{-\cos(z)}\end{pmatrix}}.}